# Port Louis
Port Louis (phát âm theo tiếng Pháp IPA: [pɔʁlwi]) là thủ đô của Mauritius. Đây là một thành phố cảng bên Ấn Độ Dương, là thành phố lớn nhất quốc gia này. Thành phố này nằm ở Quận Port Louis. Dân số theo điều tra năm 2003 là 147.688 người.
Port Louis được người Pháp thành lập năm 1735 làm một điểm cung ứng dịch vụ cho tàu đi vòng qua mũi Hảo Vọng. Thành phố này được đặt tên theo vua Louis XV. Thống đốc đầu tiên là Count Bertrand-François Mahé de La Bourdonnais.
Thành phố Port Louis có tọa độ địa lý 20°10' độ vĩ nam, 57°31'30" độ kinh đông (-20.1667, 57.525).

## Khí hậu
Port Louis có khí hậu xavan (phân loại khí hậu Köppen Aw).
| Dữ liệu khí hậu của Port Louis           | Dữ liệu khí hậu của Port Louis | Dữ liệu khí hậu của Port Louis | Dữ liệu khí hậu của Port Louis | Dữ liệu khí hậu của Port Louis | Dữ liệu khí hậu của Port Louis | Dữ liệu khí hậu của Port Louis | Dữ liệu khí hậu của Port Louis | Dữ liệu khí hậu của Port Louis | Dữ liệu khí hậu của Port Louis | Dữ liệu khí hậu của Port Louis | Dữ liệu khí hậu của Port Louis | Dữ liệu khí hậu của Port Louis | Dữ liệu khí hậu của Port Louis |
| Tháng                                    | 1                              | 2                              | 3                              | 4                              | 5                              | 6                              | 7                              | 8                              | 9                              | 10                             | 11                             | 12                             | Năm                            |
| ---------------------------------------- | ------------------------------ | ------------------------------ | ------------------------------ | ------------------------------ | ------------------------------ | ------------------------------ | ------------------------------ | ------------------------------ | ------------------------------ | ------------------------------ | ------------------------------ | ------------------------------ | ------------------------------ |
| Cao kỉ lục °C (°F)                       | 35 (95)                        | 33 (91)                        | 32 (90)                        | 31 (88)                        | 29 (84)                        | 28 (82)                        | 27 (81)                        | 27 (81)                        | 28 (82)                        | 31 (88)                        | 33 (91)                        | 35 (95)                        | 35 (95)                        |
| Trung bình ngày tối đa °C (°F)           | 31.5 (88.7)                    | 31.4 (88.5)                    | 31.5 (88.7)                    | 30.7 (87.3)                    | 29.3 (84.7)                    | 27.6 (81.7)                    | 26.7 (80.1)                    | 26.8 (80.2)                    | 27.7 (81.9)                    | 28.8 (83.8)                    | 30.2 (86.4)                    | 31.1 (88.0)                    | 29.4 (85.0)                    |
| Tối thiểu trung bình ngày °C (°F)        | 24.1 (75.4)                    | 24.0 (75.2)                    | 23.8 (74.8)                    | 23.0 (73.4)                    | 21.5 (70.7)                    | 19.9 (67.8)                    | 19.3 (66.7)                    | 19.1 (66.4)                    | 19.4 (66.9)                    | 20.4 (68.7)                    | 21.8 (71.2)                    | 23.2 (73.8)                    | 21.6 (70.9)                    |
| Thấp kỉ lục °C (°F)                      | 17 (63)                        | 18 (64)                        | 17 (63)                        | 14 (57)                        | 13 (55)                        | 11 (52)                        | 11 (52)                        | 10 (50)                        | 11 (52)                        | 13 (55)                        | 14 (57)                        | 17 (63)                        | 10 (50)                        |
| Lượng Giáng thủy trung bình mm (inches)  | 131 (5.2)                      | 160 (6.3)                      | 83 (3.3)                       | 87 (3.4)                       | 48 (1.9)                       | 24 (0.9)                       | 18 (0.7)                       | 19 (0.7)                       | 17 (0.7)                       | 15 (0.6)                       | 24 (0.9)                       | 85 (3.3)                       | 711 (27.9)                     |
| Số ngày giáng thủy trung bình (≥ 1.0 mm) | 9                              | 10                             | 8                              | 7                              | 6                              | 4                              | 4                              | 5                              | 3                              | 3                              | 3                              | 6                              | 68                             |
| Số giờ nắng trung bình tháng             | 248                            | 226                            | 217                            | 240                            | 248                            | 210                            | 217                            | 217                            | 240                            | 279                            | 270                            | 279                            | 2.891                          |
| Nguồn 1: Tổ chức Khí tượng Thế giới      |                                |                                |                                |                                |                                |                                |                                |                                |                                |                                |                                |                                |                                |
| Nguồn 2: Cơ quan Thời tiết của BBC       |                                |                                |                                |                                |                                |                                |                                |                                |                                |                                |                                |                                |                                |